# Union royale belge de handball
L'Union royale belge de handball (URBH) (en néerlandais: Koninklijke belgische handbalbond (KBHB), en allemand: Königlicher Belgischer Handballverband (KBHV) est la fédération belge de handball officiellement reconnue par la Fédération internationale de handball.
L'URBH est composée de la Ligue francophone de handball et de l'Association flamande de handball, elle est reconnue par toutes les fédérations étrangères comme la seule fédération représentant le sport du Handball Belge.  La gestion de l'URBH est effectuée en alternance par les deux fédérations.

## Histoire
Le handball fut tout d'abord importé en Province de Liège grâce au liégeois Jules Devlieger qui découvris ce sport aux olympiades ouvrières de Prague de 1921 en compagnie du sérésien Clément Lambinon et flémallois Joseph Demaret.
Tous les trois contribuèrent à la mise en place de ce sport, d'abord en Province de Liège puis dans toute la Belgique.
En 1956, les trois hommes fondèrent l'Union belge de handball. 
Fédération, qui en 1977, est scindée en deux, la LFH et la VHV.

### Liste des affaires
- 1966 : Le ROC Flémallois et le CH Schaerbeek Brussels terminent la saison avec 39 points. L'Union belge de handball décide alors que les deux formations se départage sur terrain neutre. Une semaine avec le match, le ROC participe au tournoi international d'Eupen mais lors d'une rencontre le joueur de Flémalle, Richard Lespagnard s'écroule et décède sur le terrain. À la suite de cet événement, Flémalle demande à l'Union belge de reporter le match mais celle-ci refuse et décerne le titre à Schaerbeek par forfait[1].
- 1967 - Affaire Elita Lebbeke versus Dendermonde : Le KAV Dendermonde porte plainte auprès du Comité Sportif de l'Union belge car l'Elita aurait aligné un joueur non affilié. Le Comité Sportif rejette la plainte du KAV et celui-ci décide de faire appel de la décision. Le Comité d'appel rejette lui aussi la plainte. Alors que l'on croit Lebbeke sortir gagnant, le Comité national décide de se mêler de l'affaire et fait pression sur le comité d'appel, celui-ci décide alors de réintégrer Dendermonde en Division 1. Toutefois, plusieurs clubs trouvant la décision injuste décide de faire pression sur le Comité d'Appel et l'affaire est reprise depuis le début. Finalement, le comité national se tourne vers le COIB pour sortir de l'impasse, ce dernier décide d'envoyer Lebbeke en Division 2.
- 1971/1972 - Crise des clubs liégeois : En préquel de la saison 1971/1972, la conseil d'administration de l'UBH décide de ne jouer dorénavant qu'en salle. Bien que cette mesure avait déjà été approuvé par le passé, certains clubs continuèrent de jouer à l'extérieur tel que le ROC Flémalle, le HC Inter Herstal, le Progrès HC Seraing, le HC Amay mais également le club est-flandrien du EV Aalst. Le Comité provincial liégeois se sentant bafoué demande alors la démission de conseil d'administration. Le Comité provincial liégeois demande alors l'élection d'un nouveau conseil avec la moitié des représentants provenant de la Province de Liège. En outre, le Conseil d'administration prévoyait également la venue d'arbitre néerlandais au sein de la Division 1, afin d'élever le niveau d'arbitrage en Belgique. Ce dernier point a été accueilli comme une menace par les arbitres liégeois qui prévoyait alors de faire grève. Lors de la fin novembre 1971, les clubs liégeois décident de se mettre en grève et exige le départ du président de l'UBH, Jef Wuyts, ainsi que celle du comité national. La crise éclate lors de la courte victoire du ROC Flémalle face au KV Mechelen, 15-14. Flémalle accuse les arbitres néerlandais d'avoir favoriser Malines dont le président n'est autre que Jef Wuyts. Pendant deux mois, les clubs liégeois décidèrent de se mettre en grève. Le KV Sasja HC tenta d'organiser une réunion de réconciliation, sans résultat. Le 12 février 1972, au "Café de l'Alliance" à St. Lambrechts-Woluwe, une assemblée générale extraordinaire a eu lieu. Les points essentielles débatus sont : "Pour ou contre le maintien du conseil d'administration" (46 pour; 43 contre) et "Pour ou contre le licenciement des clubs liégeois" (44 pour; 45 contre). Toutefois le président déclara : "Il est clair que dans de telles circonstances, la coopération n'est plus possible et que le conseil d'administration doit prendre ses responsabilités et licencié les 35 clubs liégeois !". Les clubs liégeois sont alors exclus de toute compétition de handball en Belgique et ce, jusqu'en juin 1972, date à laquelle une réunion de réconciliation a lieu lors de laquelle les clubs liégeois décidèrent de finalement accepter le recommandations de l'UBH en matière d'arbitrage et de salle. Cette réunion voit également l'arrivée de nouveau président René Van der Haegen de l'Uilenspiegel.
- 1991/1992 - Affaire Initia Hasselt versus Sporting Neerpelt: Au terme de la phase classique de la saison 1991/1992 de Division 1, avec le même nombre de points ainsi que le même nombre de victoires, le Sporting Neerpelt et l'Initia HC Hasselt terminent tous deux à la quatrième place, dernière place qualificative pour les play-offs. Dès lors le CEP (Comité exécutif paritaire) et l'UBH devaient trancher entre l'article 631 C (goal average et dans ce cas Hasselt serait qualifié) ou l'article 641 B (organisation d'un test-match). Ce fut finalement un test-match qui dut être joué à Hechtel-Eksel mais lors de ce test-match seul Neerpelt était présent, en effet Hasselt mécontent s'est pourvu en cassation. Mais rien n'y fait et ce fut finalement le Sporting Neerpelt qui remporta le test-match sur forfait de l'Initia et donc fut qualifié pour les play-offs.
- 1992/1993 - Affaire Jo Delpire : Cette affaire débute en mars de la saison 1992/1993 où Joseph Delpire signe un contrat avec Jean-Marie Valkeners, le président du club, stipulant qu'il restait sous contrat avec le club mosan pour une saison. Toutefois, lors du début de la saison des transferts, Joseph dépose une demande de transfert pour rejoindre l'Initia HC Hasselt, mais le club liègeois ne trouve aucun accord avec le club flamand pour son transfert car Valkeners aurait demandé un million de franc belge (24 789.40 €) avant de redescendre à 700 000 mille franc belge (17 352.58 €), alors que Joseph valait 150 000 franc belge (3 718.41 €), Joseph déclara dès lors qu'il ne jouera pas avec le maillot de Herstal, cette saison[2]. Ce qu'il fit puisque Joseph resta au repos toute la saison 1993/1994, ce qui ne l'empêcha pas d'être repris en sélection alors que le tribunal rejeta sa plainte. Finalement, un accord est trouvé en 1994 puisque malgré les réticences de Herstal et de son président Valkeners dont l'intransigeance lui a coûté un an de chômage forcé. Il a même tenté d'obtenir de la Fédération qu'elle radie à vie Joseph, la Commission des transferts officialisa son passage à Hasselt en 1994.
- Affaire Neerpelt-Herstal
- Affaire Herstal-Hechtel
- Affaire Strijckers
- 2022/2023 : Affaire Bocholt-Visé : Pour la troisième journée des playoffs du Championnat de D1 national, le HC Visé BM, tenant du titre, doit se rendre au Achilles Bocholt, dauphin en titre et alors récent vainqueur de la BeNe League. La rencontre est alors programmé le 10 avril. Le club de Bocholt ne communique toutefois l'heure de la rencontre qu'au mercredi 5 avril, soit cinq jours avant la confrontation, ne respectant donc pas l'article 613 D bis.

« Le club visité qui ne communique pas le jour et l’heure du match dans les délais fixés par le Secrétariat Général, ou au moins huit jours à l’avance, sera déclaré perdant le match par le score
de forfait. »

— Article 613.D.Bis.
Visé refuse de s'arranger à l'amiable avec Bocholt et saisit alors le Secrétariat Général de l'Union Royal Belge de Handball :

« Sportivement, ce n’est pas une bonne image, mais les règlements sont faits pour être respectés. Dans le passé, Bocholt a aussi demandé son application envers notre club. »

— Georges Rensonnet - Secrétaire du HC Visé BM.
L'URBH est applique son règlement. Bocholt est déclaré forfait. Mais, n'étant pas en accord avec cette décision, le club flamand saisit à son tour la Commission de Juridiction d'Urgence (CJU) de l'URBH comme l'article 816 lui en donne la possibilité. Après examen, la CJU donne raison aux Campinois le mardi 11 avril. Selon cette dernière : toutes les parties ont été impliqués. Bocholt ayant fait preuve de négligence, Visé d'un manque de fairplay. Visé décide dès lors de faire appel de cette décision.

### Président
- 1958-1966 Jules Devlieger (Union beynoise)
- 1966-1972 Jef Wuyts (KV Mechelen)
- 1972-1974 René Van der Haegen (HV Uilenspiegel Wilrijk)
- 1974-1977  Edouard De Pauw (Sporting Kraainem 72)
- 1977-1981 Lucien Haillot (ROC Flémalle)
- 1981-1982 Léopold Van Damme (SK Grembergen)
- 1982-1988 Herman Bosmans (Ekeren)
- 1988-1991 Paul Gielen (?)
- 1991-1993 Frans Stinissen (?)
- 1993-2012 Marcel Agnarelli (ROC Flémalle)
- Filip Soetaert
- Piet Moons
- Jean-François Hannosset

### Logo

Ancien logo de ? à 2016
Logo actuel